# Pedro Santos (calciatore 2000)
Pedro Carvalho Santos (Porto, 12 ottobre 2000) è un calciatore portoghese, centrocampista dell'Arouca.

## Carriera
Pedro Santos è un prodotto dei settori giovanili di Porto, Feirense, Sanjoanense e Braga. Ha iniziato la sua carriera con il Braga B nel 2021. Ha debuttato a livello professionistico il 12 dicembre 2022 in una vittoria per 2-1 in Taça da Liga contro il Paços Ferreira. Il 20 gennaio 2023 ha rinnovato il contratto fino al 2025. È stato nominato "rivelazione della stagione 2022-23" dal Braga B il 31 maggio 2023. Il 26 giugno si è trasferito all'Arouca con Braga che ha mantenuto il 50% dei suoi diritti economici.

## Statistiche

### Presenze e reti nei club
Statistiche aggiornate al 23 settembre 2023.
| Stagione        | Squadra         | Campionato      | Campionato | Campionato | Coppe nazionali | Coppe nazionali | Coppe nazionali | Coppe continentali | Coppe continentali | Coppe continentali | Altre coppe | Altre coppe | Altre coppe | Totale | Totale | Totale |
| Stagione        | Squadra         | Comp            | Pres       | Reti       | Comp            | Pres            | Reti            | Comp               | Pres               | Reti               | Comp        | Pres        | Reti        | Pres   | Reti   |        |
| --------------- | --------------- | --------------- | ---------- | ---------- | --------------- | --------------- | --------------- | ------------------ | ------------------ | ------------------ | ----------- | ----------- | ----------- | ------ | ------ | ------ |
| 2021-2022       | Braga B         | TL              | 26         | 1          |                 | -               | -               |                    | -                  | -                  |             | -           | -           | 26     | 1      |        |
| 2022-2023       | Braga B         | TL              | 25         | 2          |                 | -               | -               |                    | -                  | -                  |             | -           | -           | 25     | 2      |        |
| 2022-2023       | Braga           | PL              | 3          | 0          | CP+Cdl          | 0+1             | 0               |                    | -                  | -                  |             | -           | -           | 4      | 0      |        |
| 2023-2024       | Arouca          | PL              | 4          | 1          | CP+Cdl          | 0+1             | 0               |                    | -                  | -                  |             | -           | -           | 5      | 1      |        |
| Totale carriera | Totale carriera | Totale carriera | 58         | 4          |                 | 2               | 0               |                    | -                  | -                  |             | -           | -           | 5      | 1      |        |